# Technique Bowen
Pour les articles homonymes, voir Bowen.
La technique Bowen est une méthode non conventionnelle de manipulations manuelles fondée sur les pratiques de l'australien Thomas Ambrose Bowen (1916–1982) qui avait intégré le "Australian College of Osteopathy" en 1972.
Il n'y a pas de preuve scientifique claire que cette technique soit efficace, car le nombre d'études sérieuses est insuffisant.

## Méthodologie
(juillet 2017).
La technique Bowen implique de doux mouvements de roulis, avec des stimulations très légères. Ces mouvements entraînent des réactions différentes en fonction du sens des stimulations effectuées.
Le praticien stimule un ensemble de points. À la suite de cette action, suivent souvent deux minutes de pause, pour permettre à l'organisme d'intégrer l'information dans son système nerveux central. La technique Bowen n'est pas une technique de massage, bien qu'elle engendre la libération du stress de zones logées au sein des muscles, et bien que les clients décrivent des expériences de relaxation profonde après une séance, jusqu'à s'endormir durant les premières stimulations.
L'opinion partagée par les thérapeutes Bowen est que cette méthode permet la stimulation des muscles et du tronçon réflexe tendineux de Golgi ainsi que des propriocepteurs. Cela engendre une prise de conscience sensorielle du corps au niveau de la zone de travail. Et peut conduire à des sensations étranges tels que des dégagements de chaleur, des picotements et une prise de conscience générale accrue des zones sensibles. Ces sensations sont   
associées à une certaine foe e dn[guérison éneruetiq}}. Les stimulations indiquent simplement au corps d'utiliser sa capacité d'auto-régulation et d'auto-normalisation.  
Un patient traité par la technique Bowen ne doit pas être manipulé par une autre méthode manuelle telles la kinésithérapie, l'acuponcture ou l'ostéopathie. Nous parlons alors de traitement autonome. Le traitement Bowen doit cependant être associé à la médecine traditionnelle, dans le cas de maladie ou de traumatisme.  
Bowen demandait à ses clients de ne recevoir aucun autre traitement manuel pendant au moins sept jours après une séance et n'effectuait pas, lui non plus, un nouveau traitement durant cette période sur ce même patient.

## Séances
Une session typique se déroule sur 30 à 45 minutes, avec des pauses de 2 à 5 minutes pendant la session pour permettre à l'organisme de répondre au traitement. Les séances sont généralement constituées d'une série de trois à cinq séquences, en commençant par les points de concentration du stress tels que le bas et le haut du dos, avant de passer aux problèmes spécifiques de la personne traitée. Toutefois, pour un individu sensible, une session peut durer seulement 10 à 15 minutes.

## Efficacité
En 2015, le ministère de la santé du gouvernement australien a publié les résultats d'un examen des thérapies alternatives qui visaient à déterminer si elles étaient aptes à être couvertes par l'assurance maladie australienne, la technique Bowen ainsi que la technique alexander, l'aroma thérapie, l'iridologie, la réflexologie, la kinesiologie,  l'homeopathie, le pilate, le rolfing ,le shiatsu  et d'autres ont été évaluées pour lesquelles aucune preuve claire d'efficacité suffisante n'a été trouvée, ce qui ne permet pas un remboursement .Plus précisément il est ecrit dans le rapport qu'
Il n'y a actuellement pas suffisamment de preuves provenant des RS dans ce domaine pour tirer une conclusion concernant l'efficacité, l'innocuité, la qualité ou la rentabilité du traitement par Bowen. (Page 57 du rapport) et qu'il y a un manque évident de recherche de haute qualité disponible.
Quackwatch  (site sans légitimité scientifique ou reconnu par aucun organisme d'État) inclut la « Neuro-Structural Integration Technique (Bowen Therapy) » dans sa liste de traitements questionables.